# SzomatoDráma
A SzomatoDráma egy holisztikus önismereti és öngyógyító módszer, amelyet dr. Buda László, pszichiáter, pszichoterapeuta alkotott meg a 2010-es évek elején. A módszer a pszichodráma és más testorientált terápiák elemeit egy új megközelítésbe integrálva személyre szabott összefüggésrendszert tár fel a fizikai tünetek és a lelki folyamatok között.

## Rövid leírás
A SzomatoDráma jellemzői az egyszerűség, a játékosság, az érzelemgazdagság és a hatékonyság.
Elnevezésében a „szomato” szó utal arra, hogy a játékok során a szereplők fokozott figyelmet fordítanak a testi tapasztalatokra, tünetekre, betegségekre, és engedik, hogy a test bölcsessége irányítsa a tudatosságuk ébredését.
A "dráma" pedig ez esetben annyit jelent, hogy a módszer dramatikus eszközöket használ: "élesben", konkrét találkozások, konfliktusok, érzelmek átélésével, és a szükséges lépések azonnali megcselekvésével hárítja el a gyógyulás belső akadályait, és juthat közelebb a vágyott testi-lelki harmóniához.
Népszerűsége és elterjedtsége folyamatosan növekszik Magyarországon, illetve Közép-Európában.

## A SzomatoDráma alkalmazása
- A SzomatoDráma működése nem diagnózis- és állapotfüggő folyamat, bárki, bármilyen állapotban profitálhat belőle.
- A SzomatoDráma lehetővé teszi, hogy olyan elzárt, sokszor fájdalmas érzésekkel találkozzunk, amelyek tudattalanul irányítják életünket, majd testi tünetek, betegségek formájában manifesztálódnak.
- A módszer nem csak testi tünetek, betegségek megjelenése esetén alkalmazható sikerrel, hanem életvezetési fennakadások, nehézségek, problémák esetén is. Ugyanakkor a testtel való kommunikáció megtanulásának és a tapasztalati alapú önismeret mélyülésének köszönhetően remek eszköze lehet az egészségfejlesztésnek, betegségmegelőzésnek is.
- A módszer alkalmazása történhet csoportban (általában 4-6 fő részvételével) vagy egyéni konzultáció keretében.

## A SzomatoDráma játék menete
A SzomatoDráma játék egy teljesen szabad mozgástér, ahol minden lehetséges, de semmi sem kötelező. A folyamat legmélyebb rendező elve a spontán, organikus szerveződés a harmónia és az egység felé, amely általában magától megjelenik és felerősödik, amikor
- egy biztonságos, bizalmi teret hozunk létre
- a résztvevők tiszta szándékkal, teljes figyelemmel és nyitottsággal vannak jelen,
- a szereplők megnyílnak arra, hogy hogy érzelmi hullámaik és intuícióik felszínre kerüljenek, és ezek által vezérelve szabadon kommunikálhatnak,
- a főszereplő teljes szabadságot élhet meg azzal kapcsolatban, hogy hogyan és milyen mértékben folyik bele a játékba,
- a játék vezetője megfelelően facilitálja az organikusan épülő folyamatot, és nem akadályozza azt személyes prekoncepcióival.

A SzomatoDráma játék 4-5 fős csoportokban zajlik: 1 Játékvezető, 1 Főszereplő, és 2-4 Szereplő részvételével. 1 játék általában 45-60 percig tart, de vannak ún. rapid játékok is, amelyek 15-20 percnél nem hosszabbak.
A Főszereplő kiválasztását követően megtörténik egy konkrét téma körvonalazása (testi, életvezetési, egyéb nehézségek), és térben történő megjelenítése, azaz a szőnyeg benépesítése. A SzomatoDráma módszerében többnyire kerek szőnyegeket használnak, amely jelképezi a Főszereplő belső világát, sorsát, testének színpadát. A kezdő kép beállítását követően a Szereplők „életre kelnek”, szavakkal, mozdulatokkal kifejezik érzéseiket, a Főszereplőnek pedig lehetősége van a Szereplőkkel való kapcsolatfelvételre, a játékba való belépésre, saját élményeinek kihangosítására.
A játék vezetőjének instrukciós stílusát a „tálca-módszer” jellemzi. Ez valahol középen van a szakértői, direktív és a alkalmazkodó, követő, non-direktív stílus között.
A SzomatoDráma játék egyik kulcsmozzanata a szintátlépés: ilyenkor a Főszereplő hirtelen saját világa egy másik szintjének szereplőit, összefüggéseit fedezi fel a játéktéren. A történet leggyakrabban a testi szintről ugrik át a kapcsolati szintre.

### A SzomatoDráma játék általános jótékony hatásai
- segít feloldani az elidegenedést saját testünk vonatkozásában
- személyre szabott összefüggésrendszert tár fel a fizikai tünetek és a lelki folyamatok között
- hozzájárul a múltból hozott, elfelejtett-eltemetett érzelmi-kapcsolati elakadások feloldásához, a lelki „méregtelenítéshez”
- megnyitja a testrészekkel, szervekkel való párbeszéd lehetőségét
- segít képzeletben és játékban modellezni a gyógyulási folyamatot
- erősíti a felépülésbe vetett hitet és a személyes felelősség-vállalást
- mobilizálja a belső hajtóerőt a gyógyulás irányába
- konkrét megoldási lehetőségeket, cselekvési terveket kínál
- elmélyíti a testi-lelki önismeretet, önelfogadást és önszeretetet.Segít feloldani a saját testtől való elidegenedést.

## A módszer működése – a SzomatoDráma hatásmodell
A Lelkünk üzenete testünk útjain – A Szomatodráma hatásmodell című könyvben, amely a Medicina könyvkiadó gondozásában látott napvilágot 2024 februárjában, a szerző, Üveges Anna a SzomatoDráma hatékonyságának tudományos alátámasztására tett – Magyarországon úttörőnek számító – első lépéseket a módszerrel végzett pilot kísérlet és hatáselemző modell bemutatásával.
A SzomatoDráma hatásvizsgálata és az erre épülő különleges hatásmodell születése tíz esettörténeten keresztül enged bepillantást tüneteink, betegségeink lelki hátterébe. A hatásmodell a modern pszichoszomatikában is jelentősnek mondható újítás, lévén, hogy a pszichológiai és az orvosi anamnézisnek is korszerűbb, humánusabb értelmezést ad: az illusztratív jellegű, ígéretes kutatási eredmények mellett a kapcsolatainkat átható korai sémák, az ismerősnek tűnő játszmák, illetve a testkommunikáció rajzolt modellezése még inkább segítik e testalapú önismereti módszer hatásmechanizmusának megértését.
A SzomatoDráma módszer vizsgálatát lehetővé tévő SzomatoDráma-hatásmodell arra képes, hogy szinte lépésről lépésre ragadja meg és fejezze ki ezt. Eredetisége abban rejlik, hogy a hagyományos és modern pszichológiai rendszereket is integrálja: fejlődéspszichológiai alapokra épül, mert a gyermekkori sémák és az észlelés komplex rendszerét bemutató, mozgásos (kinesztetikus) mintázatelemzésre alkalmas. Az emberi fejlődés Piaget által kidolgozott „praktikus” szemléletét következetesen követi három dimenzió mentén: szimbolikus (vizuális), pszicho- és szenzomotoros (kinesztetikus), valamint gondolati (absztrakciós). A hatásmodell egyúttal a pszichoszomatikus modell gondolati, érzelmi és testi dimenzióit is magába olvasztva rávilágít arra, hogy valóban „mindenki másképp egyforma”, mert a haladás csak a három dimenzió összekapcsolódásával jöhet létre, de a megoldás és a belátás szintjéig az út változatos lépések mintázatát tükrözi: a gondolati szinten megragadott állapot, tünet testi és érzelmi úton, de akár szimbolikus vagy elvontabb utakon is kifejeződhet.

## A módszer továbbfejlődése Magyarországon
- 2015-ben Pataki Beáta SzomatoDráma szakember, vezető oktató és Koncz Orsolya mentálhigiénés szakember, család-rendszer terapeuta, SzomatoDráma Játékvezető kialakította a SzomatoDráma gyermekekkel alkalmazható változatát.
- 2017 óta a SzomatoDráma Játékvezetők képzése a módszer vezető oktatói, Oláh Katalin  és Pataki Beáta SzomatoDráma szakemberek felügyelete alatt zajlik, akiknek a módszer gazdagításában és alkalmazhatóságának kiterjesztésében jelentős szerepük volt.
- 2023 óta a SzomatoDráma alkalmazását, a konzulensek, játékvezetők és szakemberek munkáját a „SZOMATODRÁMA gyakorlati irányelvek / szakma – etika – jog – vállalkozás – marketing” c. dokumentum szabályozza.

## A módszer elsajátításának lehetőségei
Akik a módszert professzionális szinten szeretnék alkalmazni, a 8 napos önismereti SzomatoDráma Alapélmény tanfolyamot követően SzomatoDráma Játékvezető- és/vagy SzomatoDráma Egyéni konzulens képzésen vehetnek részt.
A SzomatoDráma képzési rendszer elemei Magyarországon:
1. SzomatoDráma játékvezető képzés – 16 nap
A képzés alapfeltétele a 8 napos SzomatoDráma Alapélmény tanfolyamon való részvétel, célja pedig a módszer elméleti alapjainak, felépítésének és működésének-, valamint a SzomatoDráma játék szakmai lehetőségeinek és távlatainak megismerése, az SD játékvezetői attitűd és munka elsajátítása és az ebben való gyakorlatszerzés.
A képzés elvégzése feljogosít a „SzomatoDráma játékvezető” titulus használatára és egy szőnyeges (4-6 fő), maximum egy napos SD program szervezésére
2. SzomatoDráma egyéni konzulens képzés – 10 nap
A képzés alapfeltétele a 8 napos SzomatoDráma Alapélmény tanfolyamon való részvétel, célja a módszer elméleti alapjainak, felépítésének és működésének megismerése egyéni konzultációs kontextusban, valamint a SzomatoDráma módszerű konzultáció eszköztárának elsajátítása, és lényegre fókuszáló, intenzív, dramatikus egyéni konzultációs folyamatok facilitálása.
A képzés elvégzése feljogosít a „SzomatoDráma egyéni konzulens” titulus használatára és „SzomatoDráma módszerű egyéni konzultáció” tartására.
3. SzomatoDráma szakember képzés – 12 nap
A SzomatoDráma szakember képzésre való jelentkezés feltétele a SzomatoDráma játékvezetői végzettség, a játékvezető képzés vezetőinek ajánlása, és min. 1 éves aktív játékvezetői tapasztalat, rendszeres szakmai továbbképződés mellett. A képzés célja:
  - a SzomatoDráma játékvezetők felkészítése csoportok vezetésére,  több szőnyeges programok koordinálására, több napos programok megtervezésére és lebonyolítására, különleges játék-szituációk kezelésére, illetve
  - a játékvezetői képességének finomhangolása

A képzés elvégzése feljogosít a „SzomatoDráma szakember” cím használatára, több szőnyeges, több játékvezetőt bevonó, akár több alkalmas SzomatoDráma  programok, több napos elvonulások szervezésére, vezetésére.

## Kritikák és kihívások
A módszer holisztikus természete szkeptikus reakciókat válthat ki a hagyományosabb pszichoterápiás megközelítések híveiből.
A kritikusok gyakran hangsúlyozzák, hogy a módszer tudományos alapjainak hiánya miatt nehéz objektíven értékelni annak hatékonyságát. Ebben hozott áttörést az Üveges Anna által bemutatott SzomatoDráma hatásmodell, az első olyan kutatás, amivel az eddig kizárólag experience-based módszer megtette az első lépést a tudományos bizonyítottság felé.
Egyes kritikusok szerint a SzomatoDráma játékos és intuitív jellege miatt nem mindenki számára alkalmas. Véleményük szerint vannak, akik inkább strukturáltabb, verbális alapú terápiás módszereket részesítenek előnyben, és nehezebben nyílnak meg a dramatikus és testorientált megközelítések felé.
A módszer egyik fő kihívása, hogy a SzomatoDráma gyakorlói és terapeutái különböző háttérrel és képzettséggel rendelkeznek, ami különbségeket eredményezhet a módszer alkalmazásában és a folyamat minőségében.
Ennek kapcsán említhető meg a hagyományos pszichológusok részéről gyakran felhozott kritika, amely az egyalkalmas, intenzív, érzelmeket megmozgató módszerek veszélyeire, az integrálás nélküli katarzis lehetőségére hívja fel a figyelmet. A témában dr. Buda László Az intenzív önismereti és terápiás élményekkel járó kockázatról és felelősségről (2024) címmel tanulmányt írt 2024-ben.
A SzomatoDráma elterjedésének akadályai lehetnek továbbá a társadalmi és kulturális tényezők, mivel eltérő a test és a lélek közötti szoros kapcsolat -, illetve a testi tapasztalatok dramatikus megjelenítésének társadalmi elfogadottsága. A növekvő tudatosság és öngondoskodási igény azonban e téren változást eredményezett az elmúlt években, aminek következtében például érezhetően nőtt a módszer iránt érdeklődő, azt használó és tanuló – általánosságban racionálisabb tartott –  férfiak száma.